# چوی می-سون
چوی می-سون (انگلیسی: Choi Mi-sun؛ زادهٔ ۱ ژوئیهٔ ۱۹۹۶) ورزشکار تیراندازی با کمان اهل کره جنوبی است.
وی در مسابقات کشوری و بین‌المللی در مجموع برندهٔ ۴ مدال طلا، ۲ مدال نقره، ۲ مدال برنز شده‌است.